# Huey Dunbar
Pour les articles homonymes, voir Dunbar (homonymie).
Huey Dunbar (Eustace Dunbar IV pour l'état civil) est un chanteur de salsa, de R'n'B et de pop, né le 15 mai 1974 à New York, d'origine portoricaine par sa mère et jamaïcaine par son père.

## Carrière
Chanteur de DLG, invité pour un duo avec Eddie Santiago (Que locura), il poursuit ensuite une carrière solo avec deux albums (et les singles Yo si me enamore (salsa-boléro), Puedo morir de amor, La noche (bachata produite par des musiciens d'Aventura) et plusieurs collaborations.
À la suite d'une audition par le producteur Sergio George et le manager Adam Torres, il reprend des cours de chant, d'espagnol et de musique (salsa), puis devient le choriste de Yolandita Monge, Victor Manuelle et La India.
Sergio George lui propose alors d'être le chanteur du groupe DLG (Dark Latin Groove), un groupe de fusion de salsa, de rap et de ragga, pour séduire un public salsero plus jeune.

## Discographie

### Avec DLG
- 1996 : Dark Latin Groove, nommé pour un Grammy. Singles : "No Morirá" et "Todo Mi Corazón", tous deux classés au Billboard Latino.
- 1997 :  Swing On. Triple disque de platine aux USA et plusieurs pays d'Amérique latine. Le single La Quiero A Morir (reprise de Je l'aime à mourir de Francis Cabrel) est n°1 du Billboard Tropical.
- 1999 : Gotcha!, nommé pour un Grammy. Tournée en Espagne, Bolivie, Argentine et Uruguay.
- 2000 : Greatest Hits, où figure Que locura enamorarme de ti, le duo qu'avait fait Huey Dunbar avec Eddie Santiago. Le groupe s'est séparé.

### En solo
- 2001 : Yo si me enamoré. Il s'essaye à divers genres : boléro, ballade, pop, son cubain, et chante deux duos avec la Mexicaine Lucero (une ballade pop et une salsa).
- 2003 : Music for my peoples. Fusion de musique latine, R'n'B et dance. Participation de Fat Joe (Chasing Papi, musique du film du même titre) et de Magic Juan.

1. "Sin Poderte Hablar - 3:20 (reprise de Willie Colon)
2. "Jamas" - 3:59
3. "Bacardi Party" (featuring Magic Juan) - 3:35
4. "Las Noches" (featuring Aventura) - 4:09
5. "Llegaste Tu" - 4:09
6. "Spring Love" (version espagnole) - 3:37
7. "A Donde Ire" - 4:16
8. "Besame" - 3:36
9. "Spring Love" (version anglaise) - 3:37
10. "Jamas" (version acoustique) - 4:17
11. "Fuerte" - 4:07
12. "Chasing Papi" - 3:39

- 2007 : Nouveau single Me muero; album en préparation.
- 2010 : Nouvel Album :  "Huey Dunbar IV"

### Participations
- 2004 : Magic Juan, album Inevitable (That's All That Matters).
- 2005 : Juganot, album The Juganot Project (auquel Nina Sky et d'autres participent aussi...) : One Night Stand et Now The Summers Gone
- 2006 : Yan Weynn, album Dando cara ("Amigos")
- 2007 : DJ Nelson, album Flow la discoteca 2" ("Como esta" avec Nejo)